# Shweta Sharda
Shweta Sharda (en hindi: श्वेता शार्दा) (Chandigarh, 24 de mayo de 2001) es una modelo y bailarina india. Ganadora del concurso nacional Miss Diva 2023. Representó a su país natal en el certamen Miss Universo 2023 celebrado el 18 de noviembre de 2023 en El Salvador y logró ubicarse en el Top 20 de cuartofinalistas.

## Biografía
Se mudó a Bombay a la edad de 16 años para perseguir su sueño de convertirse en bailarina profesional. Ha aparecido en varios programas de telerrealidad, incluidos Dance India Dance, Dance Deewane y Dance+. También fue coreógrafa de Jhalak Dikhhla Jaa 10. Sharda es una bailarina autodidacta y es conocida por su versatilidad y habilidades técnicas. También es coreógrafa y ha coreografiado varias rutinas de baile para programas de televisión y videos musicales.

## Concursos de belleza

### Miss Diva 2023
El 16 de agosto de 2023, Sharda fue confirmada como una de las 16 concursantes oficiales del concurso Miss Diva 2023.
Durante el concurso, Sharda ganó los siguientes premios:
- Miss Cuerpo Hermoso
- Miss Talento
- Top 5 - Miss Fotogénica
- Top 6 - Señorita Rampwalk

En la gran final celebrada el 28 de agosto de 2023 en The LaLit, Bombay, Sharda fue coronada por la saliente Miss Diva Universo 2022, Divita Rai como Miss Diva Universo 2023.

### Miss Universo 2023
Shweta representó a India en la 72.ª edición de Miss Universo celebrada el 18 de noviembre de 2023 en la Arena José Adolfo Pineda, San Salvador, El Salvador y se ubicó en el Top 20.

## Filmografía

### Televisión
| Año     | Programa           | Rol         |
| ------- | ------------------ | ----------- |
| 2017-18 | Dance India Dance  | Concursante |
| 2018    | Dance Deewane 1    | Concursante |
| 2021    | Dance Plus         | Concursante |
| 2022    | Jhalak Dikhhla Jaa | Coreógrafa  |

### Videos musicales
| Año  | Canción       | Cantante(s)                | Ref.  |
| ---- | ------------- | -------------------------- | ----- |
| 2023 | Mast Aankhein | Tulsi Kumar, Jubin Nautiya | [ 9 ] |
| 2023 | High Hukku    | King, Nikhita Gandhi       |       |